# Rigsregalieudstillingen
Rigsregalieudstillingen eller Norges Kroningsmuseum er en udstilling af De norske kronregalier i Ærkebispegården i Trondheim, Norge. Udstillingen blev åbnet 22. juni 2006 af norges statsminister Jens Stoltenberg, på hundredeårsdagen efter kroningen af Haakon 7. og dronning Maud. Kong Harald 5. og resten af kongefamilien var også til stede under åbningen.
Udstillingen består af konge- og dronningenkronen, der blev brugt ved kroningen i 1906 og er placeret i underetagen af Ærkebispegårdens vestfløj, der er blandt den ældste del af byggeriet. Grundlovens kroningsparagraf blev ophævet i 1908, og siden da kronregalierne ikke haft nogen officiel funktion. I 1958, da Olav 5. blev velsignet som konge, blev regalierne placeret på korsalteret i vestskibet, og i 1991, da Harald 5. besteg tronen, blev konge- og dronningekronen placeret på hver sin side af højalteret ved velsignelsen. Resten af rigsregalierne indbefatter sceptre, rigsæbler, rigssværdet samt et horn til vievand. Derudover er kroningskåben og kroningsstolene, der blev brugt ved kroningen af Karl 3. Johan i 1818, også udstillet. Det er den første permanente udstilling af rigsregalierne.
Ansvaret for rigsregalierne ligger ved Nidaros Domkirkes Restaureringsarbeider.

## Galleri
- Den norske kongekrone.
- Den norske dronningekrone.
- Kronprinsens krone.
- Sceptre, rigsæbler og horn til vievand.